# إتش تي سي يو 11
إتش تي سي يو 11 (بالإنجليزية: HTC U11)‏ هو هاتف ذكي مقدم من قبل شركة إتش تي سي وهو من ضمن سلسلة هواتفها الذكية وهو أيضا من سلسلة جديدة سميت باسم يو، يعمل الهاتف بنظام الأندرويد، وتم الإعلان عنه في مايو 2017، وطرح في الأسواق في مايو 2017 أيضا.

## المواصفات

### الشبكة
الجيل الثاني :
| GSM 850 / 900 / 1800 / 1900 الشريحه الاولى |

الجيل الثالث :
| HSDPA 850 / 900 / 1900 / 2100 |

الجيل الرابع :
| LTE band 1(2100), 3(1800), 4(1700/2100), 5(850), 7(2600), 8(900), 12(700), 17(700), 20(800), 28(700), 32(1500), 38(2600), 39(1900), 40(2300), 41(2500) |

يدعم شريحتين الوزن 169 جرام

### الاضافات
| - مقاومة تصل إلى 1 متر و 30 دقيقة للمياه - شهادة IP57 - لمقاوم للماء والغبار - 24-bit/192 kHz audio - ميكروفون مدمج لمنع الضوضاء تقنية HTC BoomSound™ Hi-Fi edition |

#### نوع الشاشة والحماية
| زجاج كورنينج الغوريلا 5 |

| Super LCD5 |

الحجم والكثافة :
| 5.5 بوصه، 1440 × 2560 بكسل |

| 534 نقطة في البوصه |

### الكاميرا
الخلفية :
| 12 ميجابكسل، فتحة عدسة f/1.7 ، مثبت بصري OIS ، ليزر ضبط تلقائي للصورة، فلاش مزدوج LED و dual tone |

الامامية :
| 16 ميجا بكسل، بفتحة عدسه F/2.0 ، يدعم بجودة 1080p |

نظام وإمكانيات الهاتف
| نظام التشغيل    | اندرويد , الاصدار 7.1 Nougat نوجا                                                   |
| نوع المعالج     | Qualcomm MSM8998 Snapdragon 835 بمعمارية 64 بت                                      |
| سرعة المعالج    | ثماني النواه ( رباعي النواه 2.45 جيجا هرتز Kryo و رباعي النواه 1.9 جيجا هرتز Kryo ) |
| معالج رسومي     | Adreno 540                                                                          |
| أجهزة الاستشعار | مستشعر البصمه، التسارع، الدوران، والقرب، بوصلة                                      |

### الذاكرة
| الذاكرة الداخلية         | 64 جيجابايت، 4 جيجا رام 128 جيجابايت، 6 جيجا رام (المتاحه في الاسواق العربية) 64 جيجابايت و 4 جيجارام ( إصدار الولايات المتحدة الأمريكيه ) |
| فتحة البطاقة (Card slot) | مايكرو - تصل إلى 256 جيجا بايت ( منفذ منفصل إصدار شريحة واحده أو يمكن استخدامه للشريحة الثانيه إصدار شريحتين اتصال )                       |

### البطارية
| ليثيوم ايون 3000 ميلي أمبير، غير قابلة للازاله مع تقنية الشحن السريع من كوالكم اصدار الثالث 3.0 |

## وصلات خارجية
- الموقع الإلكتروني
- htc website